# 福永俊晴
福永 俊晴（ふくなが としはる、1951年 - ）は、日本の金属工学者。京都大学名誉教授。元京都大学原子炉実験所副所長。

## 人物・経歴
愛媛県出身。1973年名古屋工業大学工学部金属工学科卒業。1979年東北大学大学院工学研究科金属材料工学専攻博士課程修了、工学博士。
1984年東北大学金属材料研究所助手。1987年慶應義塾大学理工学部助教授。1989年名古屋大学工学部助教授。1998年京都大学原子炉実験所教授。2005年京都大学原子炉実験所副所長。2010年京都大学原子炉実験所附属安全原子力システム研究センター長。2016年京都大学名誉教授、京都大学産官学連携本部特任教授。一貫して中性子を利用した研究を行い、日本中性子科学会学会賞などを受賞した。

## 受賞
- 1980年 本多記念研究 奨励賞[8]
- 1984年 金属助成会研究奨励賞[8]
- 1988年 金属助成会研究奨励賞[8]
- 2000年 粉体粉末冶金協会研究進歩賞[8]
- 2013年 日本中性子科学会学会賞[7]